# Walter Skinner
Walter Sergei Skinner es un personaje ficticio interpretado por Mitch Pileggi desde 1993 hasta la actualidad en la serie de televisión The X-Files y las dos películas de la saga.
Skinner es director adjunto del FBI y es el supervisor directo de los Agentes Especiales Mulder y Scully.
Al principio, Skinner es reacio a creer en el Agente Mulder y su búsqueda de lo paranormal, aunque en ocasiones, especialmente en las primeras temporadas, es difícil de clarificar si su puesto es totalmente independiente o sus acciones son controladas por personas como El Fumador. A medida que avanza la serie, Skinner comienza a tener más confianza en el trabajo de Mulder y Scully, hasta llegar a convertirse en su aliado.

## Perfil
Walter Skinner fue soldado de la Marina de los Estados Unidos, y un veterano de guerra en Vietnam. Se casó con Sharon Skinner, de la que se divorció el 7 de marzo de 1996, después de 17 años de matrimonio. Ha sido tratado por un desorden clínico del sueño, sufriendo sueños recurrentes de una mujer anciana. Dichos sueños pueden ser consecuencia de drogas usadas en Vietnam o pueden ser causa de un súcubo. 
Los pasatiempos de Skinner incluyen pasear y boxear.

## Apariciones
Skinner aparece en los siguientes episodios:

### Temporada 1
- Tooms

### Temporada 2
- "Little Green Men"
- "The Host"
- "Sleepless"
- "Ascension"
- "One Breath"
- "Colony"
- "End Game"
- "F. Emasculata"
- "Anasazi"

### Temporada 3
- "The Blessing Way"
- "Paper Clip"
- "Nisei"
- "Grotesque"
- "Piper Maru"
- "Apocrypha"
- "Pusher"
- "Avatar"
- "Wetwired"
- "Talitha Cumi"

### Temporada 4
- "Herrenvolk"
- "Teliko"
- "The Field Where I Died"
- "Tunguska"
- "Terma"
- "Paper Hearts"
- "El Mundo Gira"
- "Memento Mori"
- "Unrequited"
- "Max"
- "Small Potatoes"
- "Zero Sum"

### Temporada 5
- "Redux""
- "Redux II"
- "Kitsunegari"
- "Bad Blood"
- "The Red and the Black"
- "The Pine Bluff Variant"
- "Folie à Deux"
- "The End"

- The X-Files: Fight the Future

### Temporada 6
- "The Beginning"
- "Triangle"
- "S.R. 819"
- "Two Fathers"
- "One Son"
- "Monday"
- "Field Trip"
- "Biogenesis"

### Temporada 7
- "The Sixth Extinction"
- "The Sixth Extinction II: Amor Fati"
- "Millennium"
- "Sein Und Zeit"
- "Closure"
- "En Ami"
- "Chimera"
- "Brand X"
- "Hollywood A.D."
- "Je Souhaite"
- "Requiem"

### Temporada 8
- "Within"
- "Without"
- "Via Negativa"
- "The Gift"
- "Per Manum"
- "This is Not Happening"
- "DeadAlive"
- "Three Words"
- "Vienen"
- "Alone"
- "Essence"
- "Existence"

### Temporada 9
- "Nothing Important Happened Today"
- "Nothing Important Happened Today II"
- "4-D"
- "John Doe"
- "Provenance"
- "Providence"
- "Jump the Shark"
- "William"
- "Sunshine Days"
- "The Truth"

## Otras apariciones
También apareció en el episodio "The Lying Game" de Los Pistoleros Solitarios, spin-off de Expediente X y en las películas The X-Files: Fight the Future y The X-Files: I Want to Believe.
- Datos: Q2724227